# Деветаки
Деветаки (болг. Деветаки) — село в Болгарии. Находится в Ловечской области, входит в общину Ловеч. Население составляет 209 человек.

## Политическая ситуация
Деветаки подчиняется непосредственно общине и не имеет своего кмета.
Кмет (мэр) общины Ловеч — Минчо Стойков Казанджиев (Болгарская социалистическая партия (БСП)) по результатам выборов.